# Сеник Богдан Миколайович
Богда́н Микола́йович Се́ник (нар. Івано-Франківська область) — український військовий журналіст, комунікаційник, полковник та начальник Управління зв'язків з громадськістю Збройних сил України.

## Життєпис
Родом з Івано-Франківщини.

### Освіта
Закінчив юридичний коледж (з відзнакою), Львівський військовий інститут Національного університету «Львівська політехніка» (2002, з відзнакою, спеціальність «військова журналістика»), Національну академію державного управління при Президентові України (2012, магістр), Національний університет оборони України (2016). Під час навчання був начальником курсу Гуманітарного інституту НУОУ.

### Служба
Від 1997 — у лавах Збройних сил України. Служив спецкореспондентом телередакції; редактором відділу, виконувачем обов'язків шеф-редактора та головного редактора телепрограм Центральної телерадіостудії Міністерства оборони України; двічі був виконувачем обов'язків помічника командира українського національного контингенту зі зв'язків зі ЗМІ під час миротворчої місії в Косові.
Згодом працював заступником редактора відділів євроатлантичної інтеграції та економіки і реклами газети Міноборони України «Народна армія».
У березні 2014 року став начальником Управління преси та інформації Міноборони України.
З 2016 — начальник та організатор Управління зв'язків з громадськістю Збройних сил України.
Протягом 2017—2018 років виконував обов'язки заступника командувача АТО зі зв'язків зі ЗМІ та громадськістю.

## Військові звання
- полковник;
- підполковник.